# Kikaijima
Kikaijima (japanska  (喜界島?) Kikai-jima, även Kikai-shima) är en ö bland Amamiöarna i nordvästra Stilla havet som tillhör Japan. Ön bildar också en landskommun Kikai (japanska  (喜界町 Kikai-chō?).

## Geografi
Kikaijima ligger cirka 25 kilometer öster om huvudön Amami-Ōshima, 380 km from Kagoshima och cirka 250 km norr om Okinawaön.
Ön är en korallö och har en areal om cirka 56,87 km² med en längd på cirka 12 km och är ca 4 km bred. Ön omges av ett korallrev. Klimatet är subtropiskt. Den högsta höjden är på cirka 79 m ö.h.

## Samhälle
Befolkningen uppgår till cirka 6 500 invånare fördelade på huvudorten Wan på öns östra del nära flygplatsen och en rad småbyar. Alla orter utgör tillsammans landskommunen Kikai-chō. Kommunens befolkning minskar med lågt barnafödande och åldrande befolkning, kommunen gjorde därför en omorganisation 2020 för att minska sina administrativa omkostnader. Förvaltningsmässigt tillhör ön Kagoshima prefekturen. 
Öns flygplats Kikai Kūkō (Kiaki Airport, flygplatskod "KKX") har kapacitet för lokalt flyg och ligger på öns östra del, det finns även regelbunden färjeförbindelse med Kagoshima på fastlandet.

## Historia
Det är osäkert när Amamiöarna upptäcktes, de första dokumenterade omnämnandena finns i boken Nihonshoki från 720-talet.
Ön betraktas som den historiska ön kallad "Kikaigashima" som omnämns i boken Heike monogatari. Den japanske munken Shunkan förvisades till ön i exil 1177 under Heianperioden efter att ha deltagit i ett kuppförsök (den så kallade "Shishigatanikuppen") mot den styrande generalen Taira no Kiyomori. Shunkan dog 1179 och man har funnit en gravplats som möjligen kan vara Shunkans. Även Io-jimaön bland de närbelägna Osumiöarna betraktas som en möjlig plats.
Öarna utgjorde från 1446 fram till 1624 en del i det oberoende kungadömet Kungariket Ryukyu. Flera Gusukuruiner (befästa slott) från den tiden finns kvar än idag.
1609 invaderades Ryūkyūriket av den japanska Satsumaklanen under den dåvarande Daimyo som då kontrollerade området i södra Japan. Ögruppen införlivades 1624 i Satsumariket.
1879 under Meijirestaurationen införlivades riket i Japan, och öarna blev först länet Ōsumi no Kuni (Ōsumiprovinsen) och senare del i Kagoshima prefektur.
Under andra världskriget ockuperades området våren 1945 av USA som förvaltade öarna fram till december 1953 då ön återlämnades till Japan.
1956 slogs öns olika byar ihop till förvaltningsenheten Kikai-chō (Kikai landskommun).

## Kända personer med anknytning till Kikaijima
- Nabi Tajima, världens äldsta levande människa mellan september 2017 till april 2018.